# Hangiri

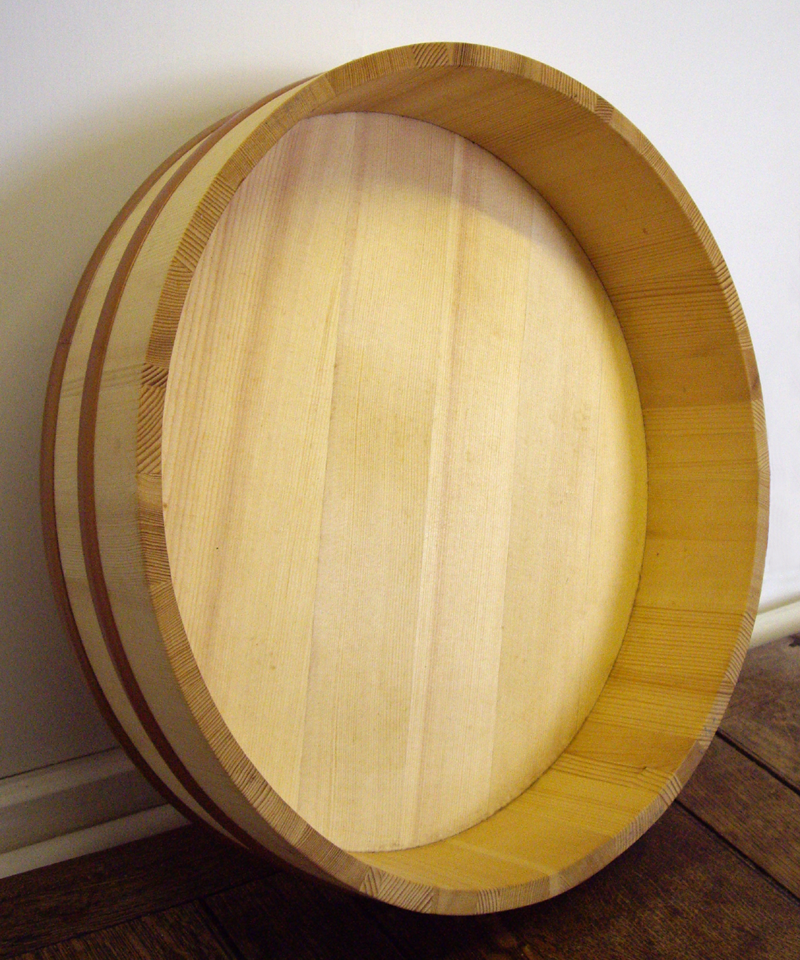
Hangiri de 41 cm (16 pulgadas) de diámetro.

En la gastronomía japonesa un hangiri (半切 o 飯切), también conocido como handai (飯台, mesa de arroz o palangana de arroz) es una fuente de madera o barril usado en los pasos finales en la preparación del arroz para el sushi. Los hangiri tradicionales son hechos de madera de ciprés con dos bandas de cobre. Pueden tener un diámetro entre 30 cm para uso casero, o un metro para uso en restaurantes.
El cocinero usa el hangiri y una paleta de madera llamada shamoji para limpiar y enfriar el arroz. Después de ser hervido, el arroz es pasado al hangiri donde es agitado con un aderezo de vinagre de arroz, azúcar y sal. Cuando la mezcla está completa, es cubierto con una tela (fukin) y puesto al frío.
Un hangiri típico puede llegar a costar dos o tres veces más que una olla de acero de buena calidad.
- Datos: Q430627
- Multimedia: Hangiri / Q430627